# The Fly (1958)
The Fly (bra: A Mosca da Cabeça Branca; prt: A Mosca) é um filme norte-americano de 1958, dos gêneros suspense, terror e ficção científica, dirigido por Kurt Neumann, com roteiro de James Clavell baseado no conto homônimo de George Langelaan, publicado em 1957 na Playboy norte-americana.
Em 1986, a história seria refilmada por David Cronenberg.

## Sinopse
O cientista Andre Delambre  testa uma máquina de teletransporte de matéria e sem saber uma mosca entra no teletransportador junto com ele. Quando se teleporta, o DNA de Andre funde com o do inseto, dando início a uma perigosa mutação genética.

## Elenco principal
- David Hedison ... Andre Delambre
- Patricia Owens ... Helene Delambre
- Vincent Price ... François Delambre
- Herbert Marshall ... inspetor Charas
- Kathleen Freeman ... Emma (governanta)
- Betty Lou Gerson ... enfermeira Andersone
- Charles Herbert ... Philippe Delambre

## Prêmios e indicações
- Hugo Awards
- Indicado
  - Melhor dramatização[carece de fontes?]